# J. T. McIntosh
Œuvres principales
- Monde en oubli
- Une chance sur trois cents
- Une chance sur mille
- Brebis galeuses

J. T. McIntosh, né James Murdoch MacGregor le 14 février 1925 à Paisley en Écosse et décédé en 2008, est un écrivain écossais de science-fiction.

## Analyse de l'œuvre
J.T. McIntosh recourt habituellement à des thèmes connus — envahisseurs cachés, imminence d'une catastrophe cosmique, mutation, … — qu'il traite principalement selon l'évolution psychologique des personnages.
Ses nouvelles ont souvent des retournements tout à fait inattendus, et qui caractérisent sa patte personnelle.

### SérieOne
- Une chance sur trois cents, OPTA, revue Fiction n° 14, 1955 ((en) One in Three Hundred, 1953)
- Une chance sur mille, OPTA, Galaxie-bis n° 52 (148 bis), 1976 ((en) One in a thousand, 1954)
- Brebis galeuses (part 1 & 2), OPTA, revue Fiction n° 16 & 17, 1955 ((en) One Too Many, 1954)

### Romans indépendants
- Monde en oubli, Hachette, Le Rayon fantastique n° 109, 1963 ((en) World out of Mind, 1953)
- (en) Born Leader, 1954
- (en) The Fittest, 1955
- (en) The Million Cities, 1963
- (en) The Noman Way, 1964
- (en) Out of Chaos, 1965
- (en) Time for a Change, 1967
- (en) Six Gates from Limbo, 1968
- (en) Transmigration, 1970
- (en) Flight from Rebirth, 1971
- (en) The Cosmic Spies, 1972
- Les Sorciers de l'espace, Albin Michel, Super-Fiction n° 16, 1976 ((en) The Space Sorcerers, 1973)
- (en) Galactic Takeover Bid, 1973
- (en) Ruler of the World, 1976
- (en) Norman Conquest 2066, 1977
- (en) A Planet Called Utopia, 1979
- (en) Jasper Jett & The Breach of the Sixth Crystal, 2011

### Nouvelles
- Le Don de la machine, 1974 ((en) Machine Made, 1951)Parue dans Histoires de machines, La Grande Anthologie de la science-fiction no 3768
- Orbite hallucination, 1975 ((en) Hallucination orbit, 1952)Parue dans Monsieur Justice, OPTA, Galaxie-bis no 39
- (en) World out of Mind, 1953
- (en) Spy[2], Galaxy Science Fiction, 1954
- Le onzième commandement, OPTA, revue Fiction n° 159, 1967 ((en) Eleventh commandment, 1955)
- Espion, Surhommes, télépathes et suresprits, OPTA, Marginal n° 12, 1976 ((en) Spy, 1954)
- Play back, Ultra-dimensions et univers inverses, OPTA, Marginal n° 11, 1976 ((en) Playback, 1954)Rééditée dans Histoires d'immortels et titrée Play back, Le Livre de poche, La Grande Anthologie de la science-fiction n° 3784 en 1983
- (en) Selection, The Magazine of Fantasy and Science Fiction, 1955
- (en) The Big Hop, 1955
- (en) The Lady and the Bull, 1955
- Voyage sans retour, Nuit & Jour, Galaxie n° 53, 1958 ((en) You Were Right, Joe, 1957)
- (en) Unit, New Worlds, 1957
- (en) Tenth Time Around, The Magazine of Fantasy and Science Fiction, 1959
- (en) Incident Over the Pacific, 1960
- (en) The Wrong World, Galaxy Science Fiction, 1960
- (en) Two Hundred Years to Christmas, 1961
- La planète pauvre, OPTA, revue Fiction n° 132, 1986 ((en) Poor planet, 1964)
- Le grand vaisseau condamné, OPTA, revue Galaxie n° 154, 1977 ((en) The great doomed ship, 1964)
- La Planète des simulateurs, OPTA, revue Galaxie n° 81, 1971 ((en) Planet of Fakers, Galaxy Science Fiction, 1966)
- La scie et le menuisier, OPTA, revue Galaxie n° 172, 1968 ((en) The saw and the carpenter, 1967)
- Fin du voyage, OPTA, revue Galaxie n° 9, 1968 ((en) At journey's end, 1966)
- (en) Snow White and the Giants, 1968
- (en) Take a Pair of Private Eyes, 1968
- Le vrai peuple, OPTA, revue Galaxie n° 138 & 139, 1975 ((en) The real people, 1971)
- (en) A Coat of Blackmail, 1971
- (en) The Space Sorcerers (, 1972
- (en) This is The Way The World Begins, 1977

### Scénario
- 1956 : Les Premiers Passagers du satellite (Satellite in the Sky), film de Paul Dickson